# Bò Jylland
Bò Jutland là một giống bò hiếm của Đan Mạch được sử dụng trong cả sản xuất sữa và thịt bò. Giống bò này được tạo ra từ giống bò bản xứ của Jutland - là giống có thể có màu xám nhạt, xám đen hoặc đen với sừng uốn cong lên trên. Cuốn sách đầu tiên về giống xuất bản năm 1881 cho biết có hai phân giống: một loại có kích thước nhỏ dùng để nuôi lấy sữa và một loại có kích thước lớn hơn dùng để lấy thịt. Bò sữa nhỏ, trung bình cao 120 cm và nặng 350 kg, sản xuất từ 800 đến 1000 kg sữa trong mỗi chu kỳ sữa.
Trong nửa đầu thế kỷ XX, giống này đã được lai tạo rộng rãi với bò Đen và Trắng Hà Lan để thúc đẩy sản xuất sữa. Vào năm 1949, bò Hà Lan việc lai giống của chúng được nhận vào cuốn sách về giống và đổi tên thành Bò Đen Đan Mạch và Bò Trắng. Năm 1955 con bò đực thuần chủng cuối cùng đã được trưng bày. Kể từ năm 1987 giống Jutland đã được xây dựng lại bằng cách sử dụng các con bò giống chưa đăng ký từ các trang trại đã tránh lai bò của họ với bò Hà Lan. Các con bò hiện đại thường cao 132 cm tính từ các vai và nặng 550 kg, trong khi bò đực thường cao 145 cm và nặng 1000 kg. Năm 2004 có 49 nhà lai tạo với tổng số 121 con bò và 11 con bò đực. Các nhà lai tạo nhận hỗ trợ tài chính từ chính phủ Đan Mạch để nuôi giống bò này.